# Bourkelands (Nueva Gales del Sur)
Bourkelands es un suburbio sureño de rápido desarrollo de Wagga Wagga en el sur de Nueva Gales del Sur, Australia, que lleva el nombre de una propiedad que estaba ubicada dentro del suburbio. El suburbio consiste predominantemente en casas de exhibición de bienes raíces y viviendas para personal militar en la cercana Base RAAF Wagga y el Centro de Entrenamiento de Reclutas del Ejército. El suburbio limita con Red Hill Road y se encuentra a poca distancia del centro comercial Tolland y Jubilee Park/Oval y contiene dos parques de juegos. El suburbio también contiene el área que los agentes y desarrolladores inmobiliarios comúnmente comercializan como Hilltop, ya que el nombre Hilltop no es una localidad registrada.
En 2005 se construyó una gran iglesia SUD en el suburbio.
Bourkelands fue construido en 1943. El 16 de octubre fue cuando se completó el edificio. Las calles de Bourkelands llevan el nombre de "importantes granjas pastorales de la región".